# Гавриил III Скопски
Гавриил (на гръцки: Γαβριήλ) е гръцки духовник, скопски митрополит на Вселенска патриаршия.

## Биография
Роден е в Смирна или в Ксантия. Гавриил е метрески епископ от септември 1822 до юли 1832 година. След отстраняването на владиката Генадий Скопски в 1832 година българите в града искат за владика Иконом Димитри, българин от Скопие, овдовял свещеник и дълги години протосингел в митрополията, но Патриаршията дава скопската катедра на Гавриил Метрески.
Първоначално и срещу него, както срещу предшественика му, се надига недоволство от българското население в епархията, като най-остър е конфиктът за манастирските имоти и най-вече за Кучевищкия манастир. Манастирът е ръководен от изборни епитропи, а владиката, подобно на предшественика си Генадий Скопски се опитва да го подчини на митрополията.
Митрополит Гавриил провежда гъвкава политика, като постепенно се забикаля с българи помощници. Така например взима за свой архидякон, а после и протосингел Софроний, родом от София, за иконом поп Димитър, взима при себе си и архимандрит Серафим от Тетово и други. Протосингелът му Софроний е хиротонисан за перистерски епископ в 1838 година и е назначен за викарий на Скопска митрополия. Гавриил също така знае български език, като самият той твърди, че майка му е българка, и служи в черквата на гръцки и църковнославянски. Според български източници говорил на населението:
| „ | Дзанам и я сум бугарин, майка ми е бугарка, и нема да боравим на манастирот. | “ |

Гавриил покровителства развитието на българската книжовност в 1836 година не се противопоставя на новооткритото българско общинско училище. След Гюлханския хатишериф, който облекчава положението на църквата, Гавриил съдейства за издигането в 1834 - 1835 година на нова катедрална църква „Света Богородица“, построена на място, което е подарено от хаджи Трайко Дойчинович и осветена от Гаврил Скопски на 1 май 1835 година. Също така малко по малко Гавриил спечелва благоразположението на скопския валия Амзи паша и на Хаджи Трайко.
Митрополит Гаврил, архидякон Софроний и иконом поп Димитър в 1840 година настояват да бъде издадена българската книга на Кирил Пейчинович „Утешение грешним“.
Митрополит Гавриил остава в Скопие до юни 1844 година, когато подава оставка. Умира около 1846 година. Тържествено е погребан в новата катедрална църква „Света Богородица“.